# Gunilla Grundeus
Margit Gunilla (Gagga) Grundeus, ogift Hallenius, född 21 december 1936 i Arvika Östra församling i Värmlands län, död 27 maj 2024, var en svensk målare och konstpedagog. 

## Biografi
Grundeus studerade vid Konstfacksskolan 1957–1962, samt ett antal specialkurser på Gerlesborgsskolan i Bohuslän. Hon har medverkat i ett större antal samlingsutställningar bland annat i Haringey i England, fem tillfällen på Liljevalchs konsthall, Konst i Haga i Solna, Jubileumsutställning Svenska Tecknare, Kyrkslätt i Finland, Konstnären i samhället på Konstnärshuset, Jubileumsutställning Gerlesborgsskolan Bohuslän,  Konstfrämjandet i Örebro, Laholms Teckningsmuseum, Salon du Dessin et de la Peinture à l’eau, Grand Palais i Paris,  Svenska konstnärinnor 100 år på Konstnärshuset och Uue Kunsti Muuseum i Pärnu  Estland. Separat har hon ställt ut på bland annat på Galleri Gripen i Karlstad, Olle Olsson-huset i Solna, Gamla Rådhuset i Södertälje, Goethe Institut i Dar es Salaam i Tanzania, Konstpausen på Ekerö och Karlskoga Konsthall.
Hon har bland annat tilldelats Föreningen Svenska Konstnärinnor Carin Nilssons stipendium 1978, Sundbybergs kulturstipendium tre gånger, Konstnärsbidrag, Svenska Konstnärernas Förening Kai och Greta Bälings stipendium 1987, Stora arbetsstipendiet 1993, Svensk-norska samarbetsfonden 1994 och Svenska institutet och Svenska ambassaden i Tanzania 1997. 
Hennes konst består av motiv utfört i tempera eller med torrpastellkritor. Som konstpedagog har hon har haft återkommande kurser i temperamåleri på Gerlesborgsskolan i Bohuslän, på Hellidens folkhögskola i Tidaholm, Skövde målarskola, Fria målarskolan i Karlstad och Ö-skolan på Öland.
Bland hennes offentliga utsmyckningar märks Barnavårdscentralen i Näsbypark, Omsorgsnämnden i Sollentuna centrum och Edsberg och Vigselrummet i Sundbybergs kommunhus.
Grundeus är representerad vid Göteborgs konstmuseum[källa behövs] , Norrköpings konstmuseum, Laholms teckningsmuseum, Statens konstråd, Stockholms konstråd, Folkets Husrörelsen, Göteborgs konstnämnd, Kyrkslätt i Finland, Landstingen i Stockholm, Uppsala, Värmland, Bohuslän, Älvsborg, Örebro, Kopparberg, Skaraborg samt i ett flertal kommuner och institutioner.
Gunilla Grundeus var från 1961 gift med Bengt Grundeus (1934–2022).